# Kapudan paixà
El kapudan paixà (turc otomà: کاپیتان پاشا, کاپیتان پاشا Kaptan Paşa o کاپیتان دریا, Kaptan-ı Derya, ‘capità de la mar’) era el comandant en cap de la flota otomana. El nom deriva de l'italià capitano. El primer a dur aquest nom fou Müezzinzade Ali Paşa, beglerbeg d'Alger el 1569, i els anteriors almiralls en cap no tenien aquest títol (eren coneguts com a derya-begi) encara que si les mateixes o similars funcions. El seu predecessor Pialí Baixà va adquirir el rang de visir i dugué el títol de kapudan beg. Inicialment el comandant de la flota tenia el títol de derya begi (‘beg de la mar’) i era al mateix temps sandjakbegi de Gal·lípoli (Gelibolu); el 1518 s'esmenta com a rais kapudan (‘capità en cap’); a partir del 1534 quan fou nomenar Khair ed-Din Barba-rossa la seu dels kapudan paixàs fou Alger i es va crear l'eyalat d'Alger i Bahr-i Safid amb els sanjaqs de Kodja-Ili, Sugha, Bigha (del beglerbegi d'Anadolu), Eghriboz, Aynabakhti, Karli-Ili, Mizistre i Midilli (del beglerbegi de Rumèlia) mentre que el de Gelilbolu va restar en mans del paixà; més tard s'hi van afegir dos sanjaqs de Xipre i sota Güzeldje Ali Paixà (vers 1617-1618) els de Sakiz, Nakhsha i Mehdiye; en la primera meitat del segle xvii l'eyalat del kapudan paixà estava format per 12 sanjaqs; el kapudan paixà tenia residència al Diwankhane de l'arsenal d'Istanbul; les seves tasques eren:
- Controlar l'arsenal i l'administració de la flota.
- Fer una inspecció anual per cadascun dels sanjaqs.
- Administrar el seu eyalat.
- Protegir les naus comercials contra els pirates (a la Mediterrània i la mar Negra).
- Cooperar quan fos necessari amb les forces de terra.

Encara que inicialment el càrrec anava vinculat a la capacitat finalment va esdevenir de nomenament aleatori algunes vegades. El 1604 el jardiner en cap de palau Derwix Paixà fou nomenat kapudan paixà; el 1770 el càrrec fou per un oficial dels geníssers mentre hi havia un almirall experimentat (Hasan Kapudan).
El càrrec de cap de l'arsenal fou suprimit el 1804 i substituït pel de directors dels afers navals (umur-i bahriyye nezareti) i el 1863 fou abolit el títol de kapudan paixà i substituït pel d'umur-i bahriyye naziri i el 1867 el gran almirall va esdevenir comandant en cap de la marina otomana amb els afers navals traspassats al ministre de la marina.

## Llista de kapudan paixàs de l'Imperi Otomà entre 1401 i 1867
| Nom                            | Inici del càrrec       | Final del càrrec      | Notes |  |
| ------------------------------ | ---------------------- | --------------------- | --- |  |
| Saruca Paşa (1401-?)           | 1401                   | ?                     | |  |
| Çavlı Bey                      | ?                      | 1412                  | |  |
| Baltaoğlu Süleyman Paşa        | 1451                   | 1453                  | |  |
| Hamza Bey                      | 1453                   | 1456                  | |  |
| Has Yunus Bey                  | 1456                   | 1459                  | |  |
| Kasım Bey                      | 1459                   | 1460                  | |  |
| Kadim İsmail Bey               | 1461                   | 1462                  | |  |
| Yakup Bey                      | 1462                   | 1463                  | |  |
| Zağanos Paşa                   | 1463                   | 1466                  | |  |
| Mahmut Paixà Angelovitx        | 1466                   | 1478                  | després gran visir otomà |  |
| Gefik Ahmad Paixà              | 1478                   | 1480                  | després gran visir otomà |  |
| Mesih Paixà                    | 1480                   | 1485                  | després gran visir otomà |  |
| Güveği Sinan Paşa              | 1491                   | 1492                  | |  |
| Kara Nişancı Davud             | 1492                   | 1503                  | |  |
| Küçük Davud Paşa               | 1503                   | 1506                  | |  |
| Hersekli Ahmed Paixà           | 1506                   | 1511                  | després gran visir |  |
| İskender Ağa Paşa              | 1511                   | 1514                  | |  |
| Sinan Bey                      | 1514                   | 1516                  | |  |
| Cafer Ağa Paşa                 | 1516                   | 1520                  | |  |
| Parlak Mustafa Paşa            | 1520                   | 1522                  | |  |
| Bayram Paşa                    | 1522                   | ?                     | |  |
| Kurdoğlu Muslihittin Reis      | ?                      | ?                     | |  |
| Súleyman Paixà                 | ?                      | 1531                  | |  |
| Kemankeş Ahmed Bey             | 1531                   | 1533                  | |  |
| Khair ed-Din Barba-rossa       | 1533                   | 1546                  | |  |
| Sokollu Mehmet Paşa            | 1546                   | 1550                  | després gran visir |  |
| Sinan Paixà                    | 1550                   | 1553                  | |  |
| Pialí Baixà                    | 1553                   | 1569                  | |  |
| Müezzinzade Ali Paşa           | 1569                   | 1571                  | |  |
| Uluj Ali                       | 1571                   | 1587                  | també esmentat com a Uluç Reis o Uluç Ali Paixà |  |
| Cığalazade Yusuf Sinan Paşa    | 1591                   | 1595                  | després gran visir |  |
| Cığalazade Yusuf Sinan Paşa    | 1599                   | 1604                  | |  |
| Derwix Paixà                   | 1604                   | ?                     | Fins al 1609 apareix com a Kapudan paixà Hafiz Ahmed que fou revocat el 16 de febrer d'aquest any i nomenat al seu lloc Damat Halil Paixà fins al 1611; del 1611 al 1613 va ser kapudan paixà Öküz Kara Mehmed Paixà; Damat Halil Paixà va retornar al càrrec fins al 1616 quan fou nomenat gran visir. El novembre de 1617 fou nomenat Güzeldje Ali Paixà que va perdre el càrrec el 1618 però el va recuperar al cap de poc fins que el 23 de desembre de 1619 fou nomenat gran visir. Damat Halil Paixà (esmentat també com a Khalil Bey) va retornar al càrrec en el seu lloc fins al 1623. |  |
| Topal Recep Paşa               | 1623                   | 1626                  | |  |
| Cataldjali Hasan Paixà         | 1626                   | 1631                  | |  |
| Deli Husayn Paixà              | 1632                   | 1635                  | després gran visir |  |
| Deli Husayn Paixà              | 1639                   | 1641                  | després gran visir (1632) |  |
| Kara Musa Paşa                 | ?                      | 1647                  | després gran visir |  |
| Kılavuz Köse Ali Paşa          | 1647                   | 1648                  | |  |
| Derwix Mehmed Paixà            | 1652                   | 1652                  | després gran visir |  |
| Kara Dev Murad Paşa            | 1653                   | 1655                  | |  |
| Kara Mustafa Paşa              | 1666                   | 1670                  | després gran visir |  |
| Rami Mehmed Paixà              | 1684                   | 1690                  | després gran visir |  |
| Mezomorto Hüseyin Paşa         | 1695                   | 1701                  | |  |
| Baltacı Mehmed Paixà           | 1704                   | 1704                  | després gran visir |  |
| Kaymak Mustafa Paşa            | 1721                   | 1730                  | |  |
| Hacı Hüseyin Paşa              | 1732                   | 1732                  | |  |
| Koca Bekir Paşa                | 1732                   | 1733                  | |  |
| Canım Hoca Mehmed Paşa         | 1735                   | ?                     | |  |
| Ahmed Ratip Paşa               | 1743                   | 1744                  | |  |
| Koca Bekir Paşa                | 1750                   | 1753                  | |  |
| Damat Melek Mehmed Paşa        | 1760 i 1767            | 1762 i 1769           | dues vegades, després gran visir |  |
| Eğribozlu İbrahim Paşa         | ?                      | 1769                  | |  |
| Mandalzade Hüsameddin Paşa     | 1770                   | 1770                  | |  |
| Cezayirli Gazi Hasan Paşa      | 1770                   | 1789                  | després gran visir |  |
| Damat Melek Mehmed Paşa        | 1774                   | 1774                  | tercera vegada, després gran visir |  |
| Koca Yusuf Paşa                | 19 de desembre de 1789 | ?                     | |  |
| Küçük Hüseyin Paşa             | 11 de març de 1792     | 7 de desembre de 1803 | |  |
| Mehmet Kadri Paşa              | 1803                   | 1804                  | |  |
| Bostancıbaşı Hafız İsmail Paşa | 1804                   | 1805                  | |  |
| Hacı Salih Paşa                | 1805                   | 1805                  | |  |
| Hacı Mehmed Paşa               | 21 de novembre de 1806 | 1808                  | |  |
| Seydi Ali Paşa                 | 1808                   | 1808                  | |  |
| Abdullah Ramiz Paşa            | 1808                   | 1808                  | |  |
| Koca Mehmed Hüsrev Paşa        | 1811                   | 1818                  | després gran visir |  |
| Abdullah Paşa                  | 1819                   | 1821                  | |  |
| Nasuhzade Ali Paixà            | 1821                   | 1822                  | també esmentat com Mahruki Ali Paşa, besavi de Nasuh Mahruki |  |
| Koca Mehmed Hüsrev Paşa        | 1823                   | 1827                  | |  |
| Çengeloğlu Tahir Mehmet Paşa   | Novembre de 1832       | 1836                  | |  |
| Ahmet Fevzi Paşa               | 10 de novembre de 1836 | 1839                  | |  |
| Topal İzzet Paşa               | 1840                   |                       | |  |
| Damat Mehmed Ali Paşa          | 10 de novembre de 1836 | 1848                  | |  |
| Mahmut Paixà                   | 1853                   |                       | |  |
| Ateş Mehmet Paşa               | 10 de novembre de 1836 | 1863                  | |  |